# 周深媒体作品列表 (2020年)
本条目主要列举中国大陆男歌手周深于2020年参与的晚会、综艺节目及演唱的歌曲等在公众媒体上播放的作品内容。关于其它年份的媒体作品，参见周深媒体作品列表。
| 时间                          | 节目                                                                     | 角色                             | 演唱歌曲或其它内容 | 备注                                                                                            |
| 12月31日                      | bilibili2020最美的夜跨年晚会 香港TVB、央视频联播                         | 歌手                             | 《请笃信一个梦》 《This Is Me》 | [ 3 ] [ 4 ]                                                                                     |
| 12月31日                      | 江苏卫视跨年晚会 腾讯视频直播                                            | 歌手                             | 《My Heart Will Go On》 《不老的爸爸》 | [ 7 ] [ 8 ]                                                                                     |
| 12月31日                      | 央视跨年晚会 CCTV-1、CCTV-3、央视频、cctv.com                            | 歌手                             | 《雪落下的声音》 | [ 9 ]                                                                                           |
| 12月31日                      | 北京卫视迎奥运跨年冰雪盛典 八家卫视联播                                  | 歌手、 冬奥会体育图标 发布推介人 | 冬奥会体育项目推介--越野滑雪 《别再问我什么是迪斯科》 《荒城渡》 | [ 12 ] [ 13 ]                                                                                   |
| 12月13日 12月27日             | 东方卫视《我们的歌 (第二季)》                                            | 上季冠军组合                     | 一次录制，分两期播出，与李克勤合唱： 《爱情转移》（粤语版） 《突如其来的爱情》（日语）被日本驻华大使馆转发 | [ 16 ] [ 17 ]                                                                                   |
| 12月20日                      | 2020腾讯视频星光大赏                                                     | 歌手                             | 获奖：年度最受欢迎歌手 《荒城渡》+《我是你的谁》 | [ 20 ]                                                                                          |
| 12月18日                      | 芒果TV《明星大侦探》NZND演唱会                                           | 周果子                           | 《天堂岛之歌》 | [ 22 ] [ 23 ]                                                                                   |
| 12月11日                      | 《湖南卫视1212超拼夜》                                                   | 歌手                             | 《画绢》+《达拉崩吧》 | [ 24 ]                                                                                          |
| 11月25日                      | 厦门卫视《第33届中国电影金鸡奖开幕式》                                   | 歌手                             | 《大鱼》，由魏伸洲等人伴舞，是周深第100个舞台 | [ 26 ]                                                                                          |
| 11月10日                      | 东方卫视、浙江卫视《2020天猫双11狂欢夜》                                 | 歌手                             | 《极乐净土》（国语+日语） | [ 28 ]                                                                                          |
| 11月7日                       | CCTV-3《衣尚中国》                                                       | 大唐白衣书生                     | 《画绢》 参与创演秀《锦绣之美》 | [ 30 ]                                                                                          |
| 1月19日 11月7日               | 湖南卫视《快乐大本营》                                                   | 歌手                             | 参加两次，均演唱歌曲并参加游戏 第一次演唱《芒种》、《左手指月》 第二次演唱《如果你也聽說》 | [ 32 ]                                                                                          |
| 8月13日- 11月5日              | 湖南衛視《新手駕到》                                                     | 固定嘉宾                         | 群星合唱节目同名主题曲《新手驾到》 与蒋敦豪合唱《最好的我们》 独唱《真夏的樱花》 共十二期，分为： 科目一：理论考试 科目二：校内驾驶训练 科目三：校外驾驶练习 科目四：实践一天交通警察的执勤工作 汽车音乐会 内蒙古呼伦贝尔大草原进行为期四天的自驾之旅 | [ 34 ] [ 35 ] [ 36 ] [ 37 ] [ 38 ] [ 39 ] [ 40 ] [ 41 ] [ 42 ] [ 43 ]                           |
| 11月1日                       | 多平台《王者荣耀五周年盛典》                                             | 歌手                             | 獨唱《微光海洋》 与茅威涛合作《相思》 | [ 46 ] [ 47 ]                                                                                   |
| 10月30日                      | 江苏卫视《快手一千零一夜》晚会                                           | 歌手                             | 与郎朗、天籁小水井合唱团合作《大鱼》+《Scarborough Fair》 | [ 49 ]                                                                                          |
| 10月16日                      | 浙江卫视《2020抖音美好奇妙夜暨秋季盛典》                                 | 歌手                             | 与腾格尔合唱《大鱼的天堂》 | [ 51 ]                                                                                          |
| 10月10日                      | 爱奇艺《乐队的夏天》                                                     | 超级乐迷                         | 與木馬樂隊合作《她是黯淡星》 | [ 53 ]                                                                                          |
| 10月3日                       | 湖南汨罗“歌以咏志”音乐会                                                 | 歌手                             | 共演唱三首歌： 《与卿》 《触不可及》 《大鱼》 | [ 54 ] [ 55 ]                                                                                   |
| 10月1日                       | CCTV-1、CCTV-3、CCTV-4《中秋晚会》                                       | 歌手                             | 与萨顶顶合唱《左手指月》 | [ 58 ] [ 59 ]                                                                                   |
| 10月1日                       | 上海国潮音乐节                                                           | 歌手                             | 共演唱六首歌： 《红玫瑰》 《达尼亚》 《化身孤岛的鲸》 《我是你的谁》 《大鱼》 《不想睡》 | [ 61 ]                                                                                          |
| 9月29日                       | 微博一直播《生日直播》                                                   | 歌手                             | 歌单 | [ 63 ]                                                                                          |
| 9月19日                       | 中国电影导演协会2019年度表彰大会                                         | 歌手                             | 《给电影人的情书》 | [ 65 ]                                                                                          |
| 9月9日                        | 优酷星直播                                                               | 歌手                             | 《大鱼》 《爱若琉璃》 《我是你的谁》 并和生米们合唱《达拉崩吧》 与张靓颖清唱《零点零一分》片段 全程 | [ 67 ] [ 68 ]                                                                                   |
| 9月5日                        | 北京卫视《跨界歌王》                                                     | 帮唱嘉宾                         | 与小沈阳合唱《追梦人》 与李小萌合唱《俩俩相忘》 | [ 69 ] [ 70 ]                                                                                   |
| 9月4日                        | 芒果TV《乘风破浪的姐姐》                                                 | 颁奖嘉宾                         | 与主持人杨澜共同颁奖 参与《Flow》的演出 | [ 73 ] [ 74 ] [ 75 ]                                                                            |
| 8月22日                       | 央视网青少台《2020留学迹路》                                             | 留学归国人士                     | 分享留学经验 |                                                                                                 |
| 6月6日- 8月22日               | 浙江卫视《青春环游记2》第二季                                            | 固定嘉宾                         | 春游家族单曲《青春就这Young》 与郎朗合作《幽灵公主》 与陈卓璇合唱《眼泪成诗》 《青春环游记第二季 原声碟》 共十二期，到不同的城市进行主题游戏： 三亚 桂林阳朔 上海 成都 江西上饒葛仙村 昆明 | [ 79 ] [ 80 ] [ 81 ] [ 82 ] [ 83 ] [ 84 ] [ 85 ] [ 86 ] [ 87 ]                                  |
| 8月22日                       | 央视新闻《买遍中国》直播                                                 | 推荐人                           | 推荐贵州辣椒面的口播VCR | [ 88 ]                                                                                          |
| 8月17日                       | 多平台《重启主创见面会》                                                 | 特别嘉宾                         | 《无限》 | [ 90 ]                                                                                          |
| 8月16日                       | 多平台《王者荣耀世界冠军杯总决赛》                                       | 歌手                             | 《微光海洋》 《影》 | [ 93 ]                                                                                          |
| 8月15日                       | 腾讯视频《明日之子SUPER BAND》                                           | 客座老师                         | 与郎朗、热带低压乐队合作《星际列车》 | [ 95 ]                                                                                          |
| 7月25日                       | 周深“晚安 明天见”TME live 超现场                                         | 歌手                             | 周深个人线上音乐会： 《来不及勇敢》 《雪花落下》 《曾经沧海》 《随风》 《大鱼》 《避难所》 《愿》 《梅香如故》 《影》 《海藏》 《触不可及》 《谢谢你听过我唱的这些歌》（40首OST串烧） 《不想睡》 合辑 | [ 109 ] [ 110 ] [ 111 ] [ 112 ] [ 113 ] [ 114 ] [ 115 ] [ 116 ] [ 117 ]                         |
| 7月25日                       | 《bilibili Macro Link》                                                  | 歌手 特别嘉宾                    | 《缘起》 《unravel》（日语） | [ 121 ] [ 122 ] [ 123 ] [ 124 ]                                                                 |
| 7月17日 7月24日               | 广东卫视《流淌的歌声》第二季                                             | 歌手                             | 一次录制，分两期播出： 《烟花易冷》 担任听赏团成员，即兴《说唱脸谱》等歌曲片段 剪辑 | [ 130 ] [ 131 ] [ 132 ]                                                                         |
| 7月19日 7月21日               | 动感101《东方风云榜音乐盛典》现场直播 东方卫视《东方风云榜音乐盛典》重播 | 歌手                             | 《随风》 获得三项大奖：传媒推荐大奖、年度影视剧歌手奖、十大金曲《随风》 | [ 133 ]                                                                                         |
| 7月4日                        | CCTV-1《经典咏流传》第三季                                               | 经典传唱人                       | 《情是何物》 乌克兰语《鹤》片段、俄语《红莓花儿开》片段、全程 | [ 136 ] [ 137 ]                                                                                 |
| 6月19日 6月26日 7月3日        | 湖南卫视《向往的生活》第四季                                             | 飞行嘉宾                         | 一次录制，分三期播出： 6月19日节目末段嘉宾到达 6月26日在西双版纳蘑菇屋做客，与毛不易合唱《無問》 7月3日节目前段依然在蘑菇屋做客 | [ 138 ] [ 139 ] [ 140 ]                                                                         |
| 6月27日                       | 人民日报、电影频道融媒体中心、微博 《未来你好 毕业歌2020云演唱会》       | 歌手                             | 《亲爱的旅人啊》 | [ 142 ] [ 143 ]                                                                                 |
| 6月27日                       | 中国传媒大学云毕业典礼                                                   | 歌手                             | 《一期一会》 | [ 145 ]                                                                                         |
| 6月26日                       | 浙江卫视《奔跑吧》第四季                                                 | 飞行嘉宾                         | 《大鱼》、做游戏 | [ 146 ] [ 147 ]                                                                                 |
| 6月26日                       | bilibili《11周年演讲》                                                   | 资深年更up主                     | 《起风了》、演讲 | [ 149 ] [ 150 ] [ 151 ]                                                                         |
| 6月17日                       | 东方卫视《苏宁易购618超级秀》                                            | 歌手                             | 《雪花落下》 《Say So》 | [ 154 ] [ 155 ] [ 156 ]                                                                         |
| 6月16日                       | 江苏卫视《天猫618超级晚》                                                | 歌手                             | 《Eyes on me》 与龚琳娜合唱《笑之歌》 | [ 159 ]                                                                                         |
| 6月15日                       | 多平台《只有爱·戏剧幻城》云首演                                          | 歌手                             | 《毒药》 《只有爱》，情景剧 | [ 162 ] [ 163 ]                                                                                 |
| 5月21日 5月30日               | 淘宝薇娅感恩节公益晚会 安徽卫视《与爱同行 感恩再出发》                   | 歌手                             | 《大鱼》、互动环节现场编词唱歌 | [ 164 ] [ 165 ]                                                                                 |
| 2月23日 5月3日 5月10日        | 湖南卫视《天天向上》                                                     | 飞行嘉宾                         | 参加了两次，分三期播出： 第一次英语《冰雪奇缘》片段 第二次到湖南水乡助农，体验捕鱼钓虾 | [ 167 ] [ 168 ]                                                                                 |
| 5月5日                        | 多家平台《相信未来义演》                                                 | 歌手                             | 《天冷就回来》 | [ 170 ]                                                                                         |
| 5月5日                        | 江苏卫视《55青春选择之夜》                                               | 歌手                             | 《千千闋歌》(三种语言) 《Zoobi Doobi》（两个周深对唱印度语） | [ 172 ] [ 173 ]                                                                                 |
| 5月3日                        | 湖南卫视《青春万岁--五四接力大直播》                                     | 歌手                             | 《关于青春》 | [ 175 ]                                                                                         |
| 5月1日                        | 酷狗《春晖纪·2020国风音乐盛典》                                          | 歌手                             | 《大鱼》 《荒城渡》 | [ 176 ] [ 177 ] [ 178 ] [ 179 ]                                                                 |
| 4月27日                       | CCTV-3《希望搜索词》                                                     | 希望发起人                       | 希望搜索词是：超能力 | [ 180 ]                                                                                         |
| 1月4日- 4月25日               | 北京卫视《了不起的长城》                                                 | 固定嘉宾                         | 共十三期。文化类搞笑真人秀，周深担任“长城砖员”： 探访了山海关明长城 拍摄了金山岭“最美的长城” 了解了敦煌汉长城 在青山关体验了“戚家军”生活 在嘉峪关扮演“二郎神”演绎长城故事 在宁夏灵武藏兵洞穿越机关，并从地牢中“密室逃脱” 模拟了红山堡守卫战 在雁门关扮演杨家将过五关 在居庸关进行了终极砖王争霸赛 最终周深与杨迪并列冠军，获得“砖王”称号。                                   | [ 181 ] [ 182 ] [ 183 ] [ 184 ] [ 185 ] [ 186 ] [ 187 ] [ 188 ] [ 189 ]                         |
| 2月7日- 4月24日               | 湖南卫视《歌手·当打之年》                                                | 首发歌手                         | 共十一期，九次位列前三：获得两次周冠军，三次第二名，四次第三名。 演唱歌曲： 《大鱼》 《愿得一心人》 《能解答一切的答案》（因疫情被自我隔离在家） 《無問》（因疫情被自我隔离在家） 《Monsters》（英语） 《Baby ,До свидания（达尼亚）》（周冠军） 《有可能的夜晚》 《达拉崩吧》（用五种音色演唱）（周冠军） 《相思》 《自己按门铃自己听》 与新裤子乐队合唱《不会拜拜的disco》 | [ 201 ] [ 202 ] [ 203 ] [ 204 ] [ 205 ] [ 206 ] [ 207 ] [ 208 ] [ 209 ] [ 210 ] [ 211 ] [ 212 ] |
| 4月3日                        | 浙江卫视《王牌對王牌》                                                   | 歌手                             | 与萨顶顶合唱《自由行走的花》 | [ 214 ]                                                                                         |
| 3月15日                       | 湖南卫视《新闻当事人》                                                   | 歌手                             | 接受访谈，讲述自己的历程 | [ 216 ]                                                                                         |
| 2月14日                       | 湖南卫视《嘿！你在干嘛呢》                                               | 歌手                             | 《火红的撒日朗》、与李维嘉和维嘉妈妈小燕子连线通话，教她唱歌 | [ 217 ]                                                                                         |
| 2月8日                        | 东方卫视《元宵特别节目》                                                 | 歌手                             | 《All I Ask Of You》 | [ 219 ]                                                                                         |
| 2019年10月27日- 2020年1月28日 | 东方卫视《中国梦之声·我们的歌》                                          | 新声歌手                         | 共十期。独唱了歌曲《Monsters》、 《水形物语》 与李克勤共同获得《我们的歌》冠军，两人合唱了： 《追》 《月半小夜曲》 《心如刀割》 《野狼Disco》 《那片海》 《天下有情人》 《大会堂演奏厅》 《画》 《你的名字我的姓氏》 《不见就散》 《希望》 与费玉清合唱了《南屏晚钟》 与许魏洲合唱了《我爱他》 与费玉清和李克勤合唱了《另一种乡愁》 与费玉清、李克勤和许魏洲合唱了《卡门》   | [ 235 ] [ 236 ] [ 237 ] [ 238 ] [ 239 ] [ 240 ] [ 241 ] [ 242 ] [ 243 ] [ 244 ] [ 245 ] [ 246 ] |
| 1月25日                       | 东方卫视春节晚会                                                         | 歌手                             | 与乔杉、阿云嘎、SING女团合演了音乐喜剧《三人成曲2020》 | [ 247 ]                                                                                         |
| 1月25日                       | 湖南卫视全球华侨华人春晚                                                 | 歌手                             | 与李胜素、声入人心男团合演了创意戏曲《梨园新韵》 | [ 248 ]                                                                                         |
| 1月23日                       | 上海台《我和春天有个约会》                                               | 歌手                             | 与王冠合唱《雪落下的声音》，独唱《飞鸟与鱼》和《大鱼》 |                                                                                                 |
| 1月15日                       | 爱奇艺《出发吧，师傅！》                                                 | 评委                             | 歌曲《愿》首唱 |                                                                                                 |